# Campo de Kulikovo

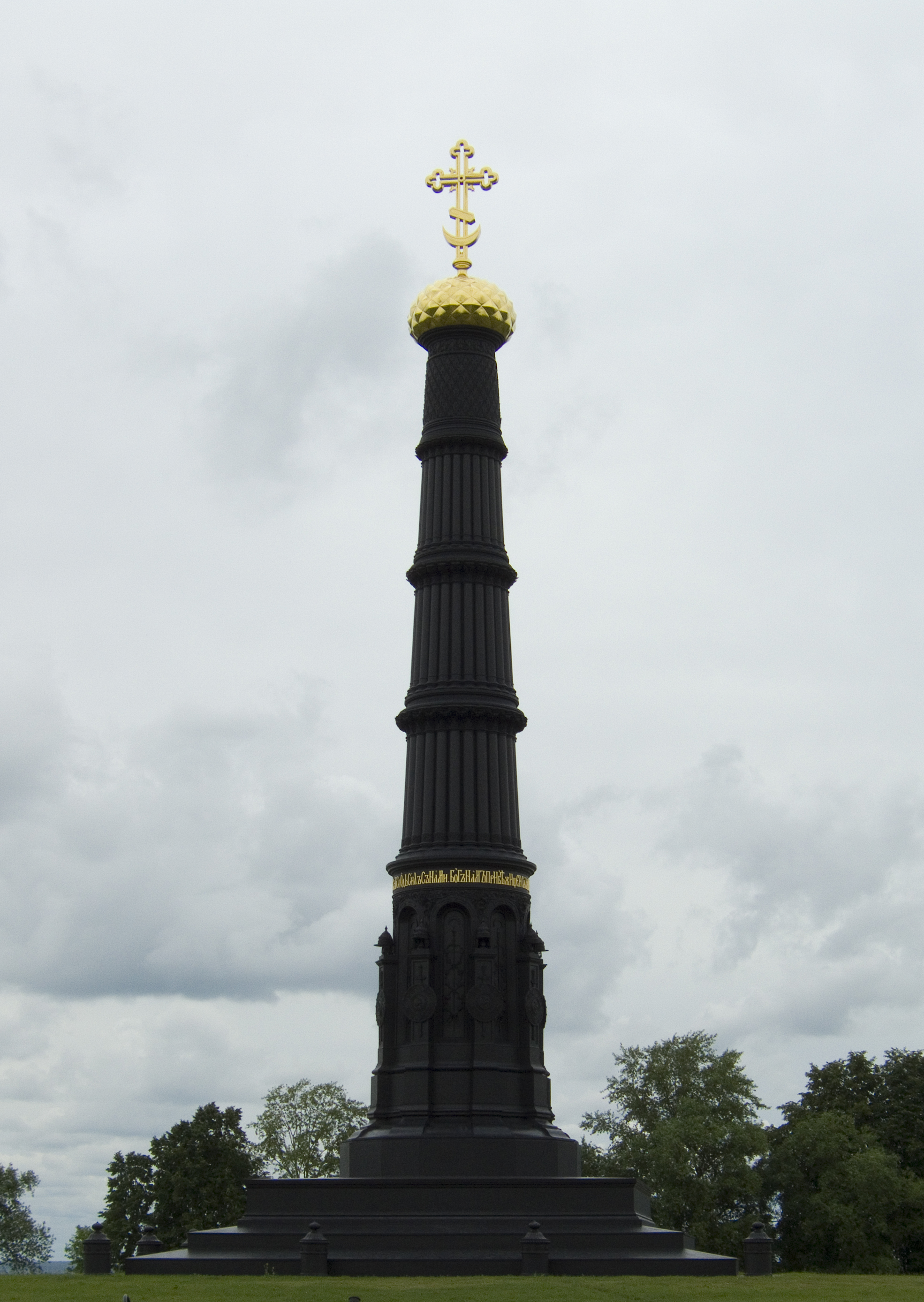
Monumento a los caídos en la batalla de 1380

El campo de Kulikovo (en ruso: Куликово поле, transl.: Kulikovo pole) es un campo ruso ubicado en Yepifan, Tula, donde tuvo lugar la Batalla de Kulikovo el 8 de septiembre de 1380 con resultado victorioso frente a las Hordas Doradas Mongolas para Dmitri del Don; Gran Príncipe de Moscovia.
La zona está situada entre los ríos Nepryadva, Krasivaya Mecha y Don aproximadamente a 140 km de Tula y a 23 km de la estación ferroviaria de Kulikovo Pole. 
En el presente, el área es un complejo museográfico que incluye una columna de 28 metros construida entre 1848 y 1850 en Krasniy Kholm, y una iglesia erigida entre 1913 y 1918 en honor a Sergio de Rádonezh, actual sede del museo.
En las inmediaciones de Monastyrshchino se halla una iglesia de piedra donde, acorde con una leyenda, los soldados rusos caídos en la contienda fueron enterrados, sin embargo no se han hallado evidencias, lo cual supone un enigma para los estudiantes en edad escolar, los cuales estiman que pudieron fallecer 200.000 soldados entre ambos bandos.
Por decreto del Gobierno de la Federación de Rusia en 1996, se creó en el campo Kulikovo el «Museo-Reserva estatal militar-histórico y natural “Campo Kulikovo”» .
Desde 1997, el campo de Kulikovo acoge el festival histórico-militar internacional anual «Campo de Kulikovo», dedicado a los aniversarios de la batalla de Kulikovo y a las municiones de la batalla de Kulikovo, la Guerra Patria de 1812 y la Gran Guerra Patria.